# Tornozeleira

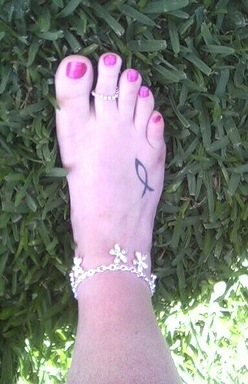
Uma tornozeleira e um anel para dedo do pé

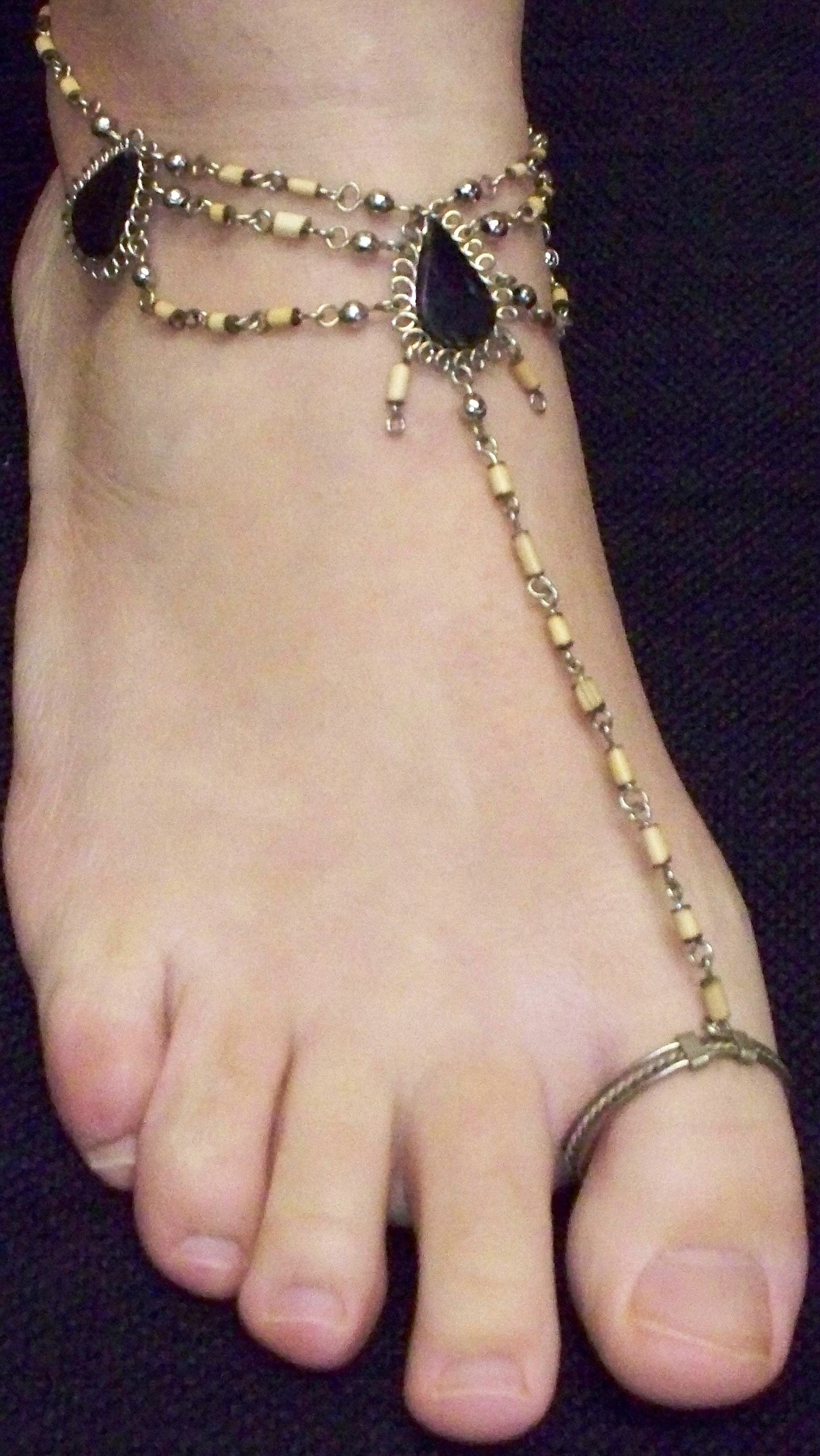
Um anel de dedo do pé com tornozeleira anexada

Uma tornozeleira (em árabe: خلخال), é um ornamento usado ao redor do tornozelo. Com os pés descalços, tornozeleiras e anéis de dedo do pé, historicamente, têm sido usadas durante séculos por meninas e mulheres no Egito e outros países do Mundo árabe, especialmente entre os beduínos e na zona rural e por mulheres casadas na Índia. Nos Estados Unidos e outros países ocidentais, tanto tornozeleiras casuais quanto as mais formais, tornaram-se moda somente no final do século XX. Embora na cultura popular ocidental tanto homens quanto mulheres mais jovens podem usar tornozeleiras de couro casuais, são populares entre as mulheres descalças. Tornozeleiras formais (de prata, ouro, ou pérolas) são usados por algumas mulheres como jóias da moda. Tornozeleiras são uma parte importante de jóias usadas nos casamentos indianos, juntamente com saris.

## História

### Europa
Tornozeleiras de bronze são visíveis logo na Idade do Bronze em Europa temperada, em uma área aproximadamente ao longo do Danúbio, nos Alpes, na região do Reno ao Atlântico, e também abaixo do Rhône (Sherratt, 2001). Esses foram encontrados entre tesouros nessas áreas, juntamente com outros artigos de bronze, característico dessa época (c. 1800 aC em diante), e são atribuíveis à cultura Tumulus, que se espalhou pela região.

### Ásia Meridional
Um épico do primeiro século CE da literatura tâmil chamado Cilappatikaram ("A história da tornozeleira") fala sobre uma mulher cujo marido morreu enquanto tentava vender uma de suas tornozeleiras a um ourives desonesto. As tornozeleiras são descritos em detalhes no poema.
Os homens hindus usavam para colocar payal, ou cadeias de tornozelo, com suas mulheres para saber se elas andam por aí. As tornozeleiras pesadas faziam barulho e ser ouvidos em qualquer lugar da casa. Isto foi significativo nos tempos de domínio muçulmano onde as mulheres bonitas hindus, quando tomadas por proprietários de terras muçulmanas. Os homens seriam capazes de ouvir os pés tremendo e, em seguida, vem em seu socorro.
As mulheres do Rajastão usam a mais pesada espécie de tornozeleiras, elas são de prata e significam a adesão tribal. As mulheres usam isso para joias costume, mas também para mostrar a sua bravura como uma tribo contra outras tribos rivais. A moda de tornozeleiras pesadas está a diminuir na Índia agora, mas ainda é comum em áreas rurais.
A palavra "jhangheer" é uma palavra para a tornozeleira em hindi e punjabi. Jhangheer significa "correntes". Isto é significativo na medida em que a tornozeleira foi uma corrente que a mulher usou em seu casamento. Algumas das tornozeleiras eram pesadas e difíceis de andar dentro A mulher lembrou-se que ela estava em cadeia e seu marido, era seu dono.

## Como um ornamento
As Tornozeleiras podem ser feitas de prata, ouro e outros metais menos preciosos, bem como couro, plástico, nylon e outros materiais. No mundo ocidental, tornozeleiras ou correntes do tornozelo são principalmente usados por mulheres mais jovens, mas algumas mulheres mais velhas também as usam.
Tornozeleiras metálicas são de dois tipos - flexível e inflexível. Aquelas flexíveis, muitas vezes chamado de "Paayal", "pajeb"ou "jhanjhar" na Índia, são feitas por ligações amarrando em uma cadeia. Posteriormente, os guizos podem ser anexado à corrente, de modo que o usuário possa fazer sons agradáveis durante a caminhada. Os inflexíveis são normalmente criados por dar forma a uma chapa metálica plana.

## Ghungroo

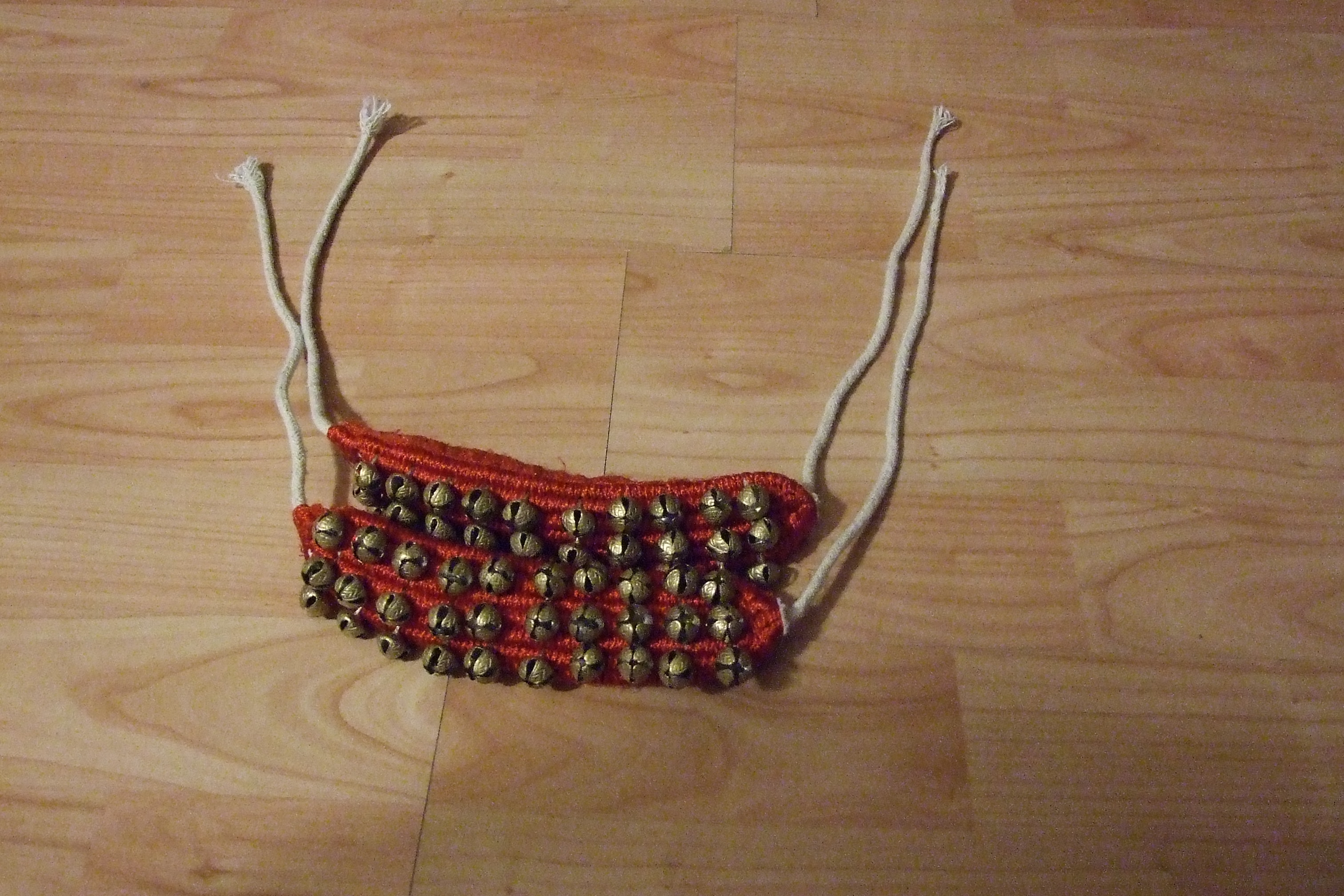
um par de ghungroos

Ghungroos são guizos que os bailarinos Bharatanatyam, Kathak, Kuchipudi e Odissi usam amarrados em torno de seus tornozelos.

## Durante mergulhos
Mergulhadores às vezes usam tornozeleiras de chumbo, para interromper uma tendência de as suas pernas flutuarem ao mergulhar em uma roupa seca.